# Верхняя Кутья
Верхняя Кутья — река на Среднем Урале, левый приток Сулёма. Протекает преимущественно в Висимском заповеднике, по землям муниципального образования «город Нижний Тагил» Свердловской области России.
Длина реки — 14 км, площадь водосбора — 55,6 км². Отметка уреза воды в устье — 356,7 м над уровнем моря.

## География
Верхняя Кутья протекает в лесистой части гор Среднего Урала. Истоки у северо-западного подножия горы Шишим. Река течёт преимущественно на северо-запад, параллельно протекающей западнее примерно в 2 км реке Малая Кутья, по государственному Висимскому заповеднику. Впадает в Сулём на 62 км по левому берегу от устья последнего, у подножия горы Кулига.

## Данные водного реестра
По данным государственного водного реестра России, река Верхняя Кутья относится к Камскому бассейновому округу. Водохозяйственный участок реки — Чусовая от города Ревды до в/п посёлка Кына, речной подбассейн реки — Кама до Куйбышевского водохранилища (без бассейнов рек Белой и Вятки), речной бассейн реки — Кама.
Код объекта в государственном водном реестре — 10010100612111100010645.